# Alba G. Corral
Foto de perfil de Alba G. Corral em 2020
Alba G. Corral (Madri, 10 de novembro de 1977) é uma artista visual, desenvolvedora de software e professora espanhola cujo trabalho já foi exibido em vários festivais e eventos na Europa, Japão, México e Estados Unidos.

## Carreira
Corral formou-se em engenharia informática e dedica-se à criação de arte generativa via software. Por meio da arte, ela explora narrativas abstratas através da cor em diversos formatos, como performance, vídeo, mídia digital, instalações artísticas e composição de música eletrônica. Corral colabora com diversos músicos e artistas, criando desenhos por código em tempo real, em espetáculos ao vivo. Ele colaborou com intérpretes da cena experimental e eletrônica espanhola, como ARBRE, e da cena internacional, como Jon Hopkins, Fibla Stendhal Syndrome, Lorn ou RZA. Suas composições foram exibidas em diversos festivais, como Sónar, Primavera Sound, Red Bull Music Academy, LEV, Mutek, Eufònic ou MIRA, entre outros.
No campo do ensino, Corral ensina linguagem de programação visual voltada para designers e artistas interessados em código criativo, utilizando ferramentas de software livre com linguagens de programação como processing.
Corral realiza sua criação artística e docente a partir de uma perspectiva feminista. Em 2004, participou do lançamento de “Femme Fatale”, a primeira fanzine dedicada ao público lésbico na Espanha. Também colaborou na peça “Envers demà. Poesia, memória e futuros feministas”, juntamente com Clara Peya e Mireia Calafell, na exposição “Feminista tenías que ser”, comissariada por Natza Ferré em 2020. Corral é ativista pelo reconhecimento dos artistas visuais no mundo da arte e acredita que eles não recebem visibilidade suficiente no mercado da arte contemporânea. Ela é curadora do festival “Eufónico de las Tierras del Ebro”.

## Projetos
- Artista visual convidada para o Palácio da Música Catalã.[8]
  - Desenhos próprios no livreto da temporada 2020-2021.[9]
  - 2021: Tiempo perdido por un arte inútil com Carlos Viarnès.[10][11]
  - 2021: Bach & Forward com Juan de la Rubia e Marco Mezquida.[12]
- Sonar+D. (2020): Peça audiovisual imersiva com Carlos Viarnés ao piano.[13]
- Festival Llum BCN (2020): Lo textil.[14][15]
- Festival GREC (2019): Espetáculo de inauguração com Kronos Quartet e participação da Escola Superior de Música da Catalunha.[16][17][18]
- Festival LEV (2019): ex(O) com Alex Augier.[19]
- Festival ElektraM de Monreal (2018): FullDome com Alex Augier.[20]
- Sonar+D. (2016): bRUNA & Wooky + Alba G. Corral.[21]
- 2009 a 2015: Projeto audiovisual The Space in Between com Nikka Bionica.[22][23]
- Samsung (2014): Curved com Floria Sigismondi.[24]
- Konvent Moda (2014): Coleção da estilista Txell Miras com A taste of Nature em conjunto com Björt Rùnars.[25][26]

## Prêmios e reconhecimentos
- Em 2014, recebeu o “Prêmio de Melhor Espetáculo Audiovisual do Ano” com Víctor Santana no Vicious Awards, por sua obra Diálogo Audiovisual.[6][27]